# José María Yazpik
José María Yazpik (Mexico-Stad, 13 november 1970) is een Mexicaans acteur, bekend van de rol Amado Carrillo Fuentes in de televisieseries Narcos en Narcos: Mexico.
Yazpik woonde tot zijn 12e in Mexico en verhuisde toen naar San Diego, Californië. Na de middelbare school keerde hij terug naar Mexico, waar hij zijn rechtenstudie begon. In 1995 begon hij te werken als acteur, voornamelijk in Spaanstalige films, maar hij verscheen ook in Amerikaanse films zoals Beverly Hills Chihuahua, waarin hij Vazquez speelt. Yazpik werd vijfmaal genomineerd voor een Ariel, waarmee hij in 2006 daadwerkelijk de prijs won met de film Las vueltas del citrillo als beste mannelijke bijrol. In 2009 werd hij genomineerd voor een Goya voor de film Sólo quiero caminar als beste mannelijke bijrol.

## Filmografie

### Film
- 1996: Última llamada als Pizzarista
- 2002: Hable con ella als Extra
- 2002: La habitación azul als Roberto
- 2003: Sin ton ni Sonia als Mauricio
- 2003: Nicotina als Joaquín
- 2004: La mala educación als Extra
- 2004: Crónicas als Iván Suárez
- 2004: Voces inocentes als Uncle Beto
- 2005: Sueño als Pancho
- 2005: Las vueltas del citrillo als José Isabel
- 2006: Sólo Dios sabe als Jonathan
- 2006: Un mundo maravilloso als Asesor Financiero
- 2007: Borderland als Zoilo
- 2008: The Burning Plain als Carlos
- 2008: Beverly Hills Chihuahua als Vasquez
- 2008: Sólo quiero caminar als Félix
- 2010: Abel als Anselmo
- 2010: El atentado als Arnulfo Arroyo
- 2012: Colosio: El asesinato als Andrés Vázquez
- 2012: Morelos als Ignacio López Rayón
- 2012: El Santos vs la Tetona Mendoza als Peyote Asesino (stem)
- 2013: Los amantes pasajeros als Infante
- 2013: No sé si cortarme las venas o dejármelas largas als Acteur TvNovela
- 2013: Fighting for Freedom als Oscar Salazar
- 2014: Las oscuras primaveras als Igor
- 2016: Mr. Pig als Payo
- 2017: Todos queremos a alguien als Daniel
- 2017: El futuro que viene als Pedro
- 2019: Polvo als Chato
- 2022: There Are No Saints als Neto Niente
- 2024: Madame Web als Santiago

### Televisie
- 1995: La paloma als Ángel
- 1996: Canción de amor als Swami
- 1997: Pueblo chico, infierno grande als Sebastián Paleo "Batán"
- 1998: Ángela als René Bautista Solórzano
- 1999: La vida en el espejo als Mauricio Román Franco
- 2000: Todo por amor als Mateo
- 2001: Cara o cruz als Armando Pescador
- 2002: Fidel als Camilo Cienfuegos
- 2010: Gritos de muerte y libertad als Santa Anna
- 2017: Narcos als Amado Carrillo Fuentes
- 2018-2021: Narcos: Mexico als Amado Carrillo Fuentes
- 2022: Now and Then als Pedro Cruz